# Neodiostrombus punctata
Neodiostrombus punctata är en insektsart som beskrevs av Van Stalle 1990. Neodiostrombus punctata ingår i släktet Neodiostrombus och familjen Derbidae. Inga underarter finns listade i Catalogue of Life.